# 舟入幸町停留場

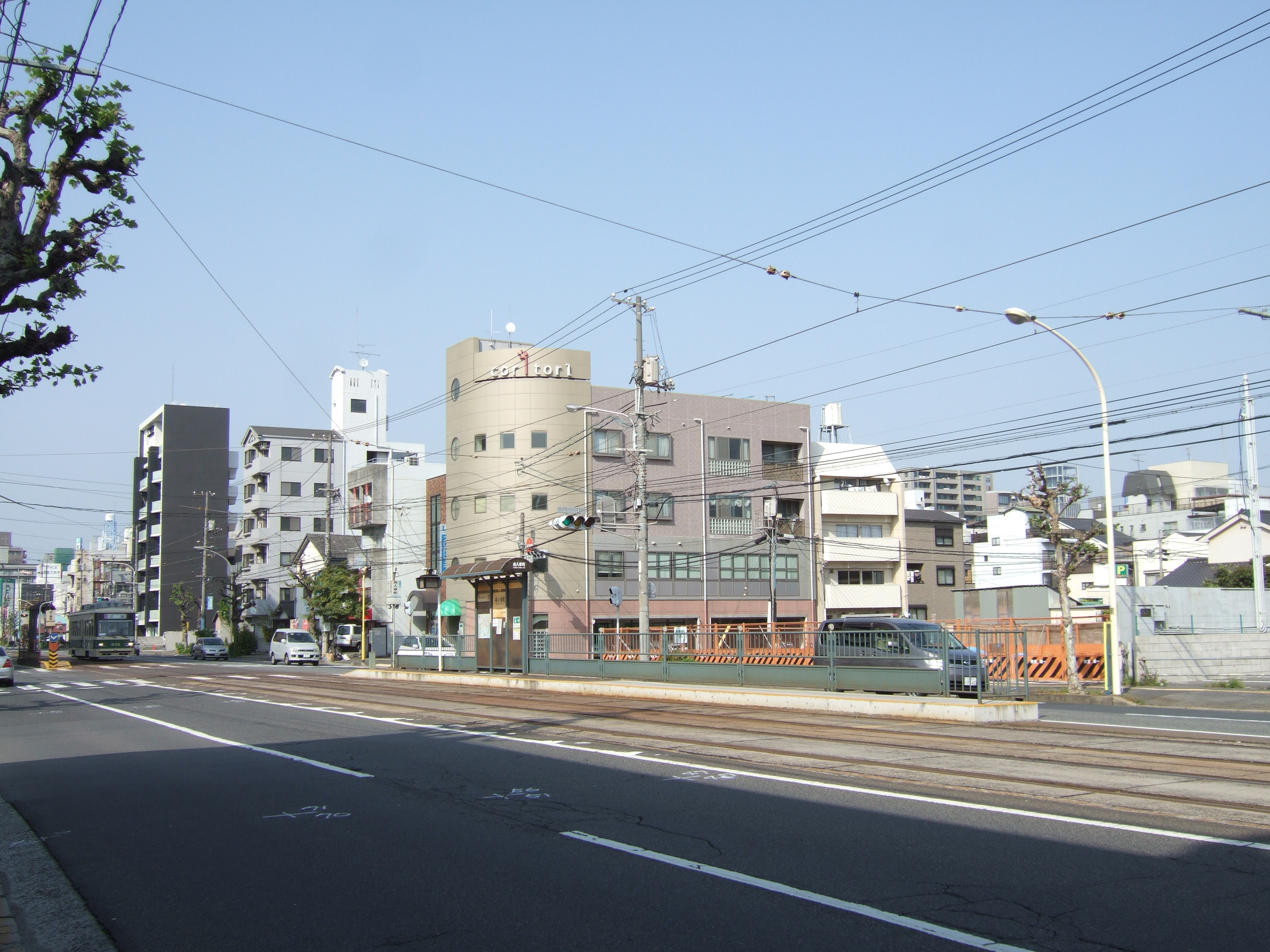
江波方向月台

舟入幸町停留場（日语：／ Funairi-saiwai-cho teiryūjō */?），又稱舟入幸町電車站，是位於廣島縣廣島市中區舟入幸町，廣島電鐵江波線的電車站。車站編號為E3。

## 歷史
此電車站是在1944年（昭和19年）6月，江波線舟入本町至舟入南町之間開通之際啟用。電車站啟用當時是值太平洋戰爭下。在翌年8月6日，廣島市被投下原子彈，使江波線全線暫停營業，而此電車站在翌日停止營業，於1947年（昭和22年）一度廢止。隨後在1959年（昭和34年）11月再次重開。
- 1944年（昭和19年）6月20日 - 江波線舟入本町至舟入南町之間開通[2]。此站啟用[1]。
- 1945年（昭和20年）
  - 8月6日 - 廣島市被投下原子彈，使江波線不能通行[2]。
  - 8月7日 - 此電車站暫停營業[1]。
- 1947年（昭和22年）11月1日 - 江波線全線重開[2]。但是此電車站沒有重開，電車站已經廢止[1]。
- 1959年（昭和34年）11月1日 - 電車站重新啟用[1]。
- 2008年（平成20年）3月 - 進行月台延長工程，使此電車站可容納接掛電車。
- 2013年（平成25年）2月15日 - 9號線路線從八丁堀延長至江波，9號線開始停靠此電車站。

## 電車站構造
電車站是建造在共用行車道上。電車站設有2面2線的相對式低地台月台（千鳥式月台），路線向南北兩邊延伸。兩月台之間設有路口。路口北邊是土橋方向的上行月台，南邊是江波方向的下行月台。下行月台可容納接掛電車。

### 運行系統
此電車站是江波線電車站之一。6、8、9系統會駛入此站。
| 上行月台 | 6號線                 | 前往廣島站 |
| 上行月台 | 8號線                 | 前往橫川站 |
| 上行月台 | 9號線                 | 前往白島   |
| 下行月台 | 6號線 · 8號線 · 9號線 | 前往江波   |

## 電車站周邊
電車站附近都是住宅區。從電車站向西邊步行一段距離可到達天滿川，向東邊步行一段距離可到達舊太田川（本川）。
- FRESTA 舟入店
- 壽司郎舟入店
- 舟入公園
- 舟入第三公園

## 相鄰電車站
廣島電鐵
■江波線
舟入本町（E2）－舟入幸町（E3）－舟入川口町（E4）

## 注腳
1. 1 2 3 4 5 6 7  今尾惠介（監修）. . 11 中国四国. 新潮社. 2009: 38. ISBN 978-4-10-790029-6.
2. 1 2 3 4  長船友則. . JTB Can Books. JTB出版. 2005: 150–157. ISBN 4-533-05986-4.
3. 1 2  川島令三. . 【図説】 日本の鉄道. 第7巻 広島エリア. 講談社. 2012: 15・84頁. ISBN 978-4-06-295157-9 （日语）.
4. 1 2  川島令三.  中国篇 2. 草思社（日语：草思社）. 2009: 103・108頁. ISBN 978-4-7942-1711-0.

## 外部連結
- 舟入幸町 | 電車情報：電停指南 （页面存档备份，存于）（日語） - 廣島電鐵